# Empèuts
Empèuts (francès Empeaux) és un municipi occità del Savès, a Gascunya, situat al departament de l'Alta Garona i a la regió d'Occitània.